# Es Binis
Es Binis este o arie protejată (arie specială de conservare — SAC, sit de importanță comunitară — SCI) din Spania întinsă pe o suprafață de 27,9 ha, integral pe uscat.

## Localizare
Centrul sitului Es Binis este situat la coordonatele 39°49′43″N 2°47′23″E / 39.8286°N 2.7896°E.

## Înființare
Situl Es Binis a fost declarat sit de importanță comunitară în iulie 2000 pentru a proteja 1 specie de animale. Situl a fost protejat și ca arie specială de conservare în mai 2015.

## Biodiversitate
Situată în ecoregiunea mediteraneană, aria protejată conține 3 habitate naturale: Tufărișuri termo-mediteraneene și de pre-deșert, Păduri de Olea și Ceratonia, Matorral arborescenți cu Laurus nobilis.
La baza desemnării sitului se află o specie protejată de  amfibieni: Alytes muletensis.